# Мореско
Мореско (итал. Moresco) насеље је у Италији у округу Фермо, региону Марке.
Према процени из 2011. у насељу је живело 305 становника. Насеље се налази на надморској висини од 398 м.

## Становништво
| 1931. | 1936. | 1951. | 1961. | 1971. | 1981. | 1991. | 2001. | 2011. |
| ----- | ----- | ----- | ----- | ----- | ----- | ----- | ----- | ----- |
| 1.051 | 1.062 | 1.100 | 1.025 | 746   | 604   | 606   | 608   | 605   |